# Бал (танці)

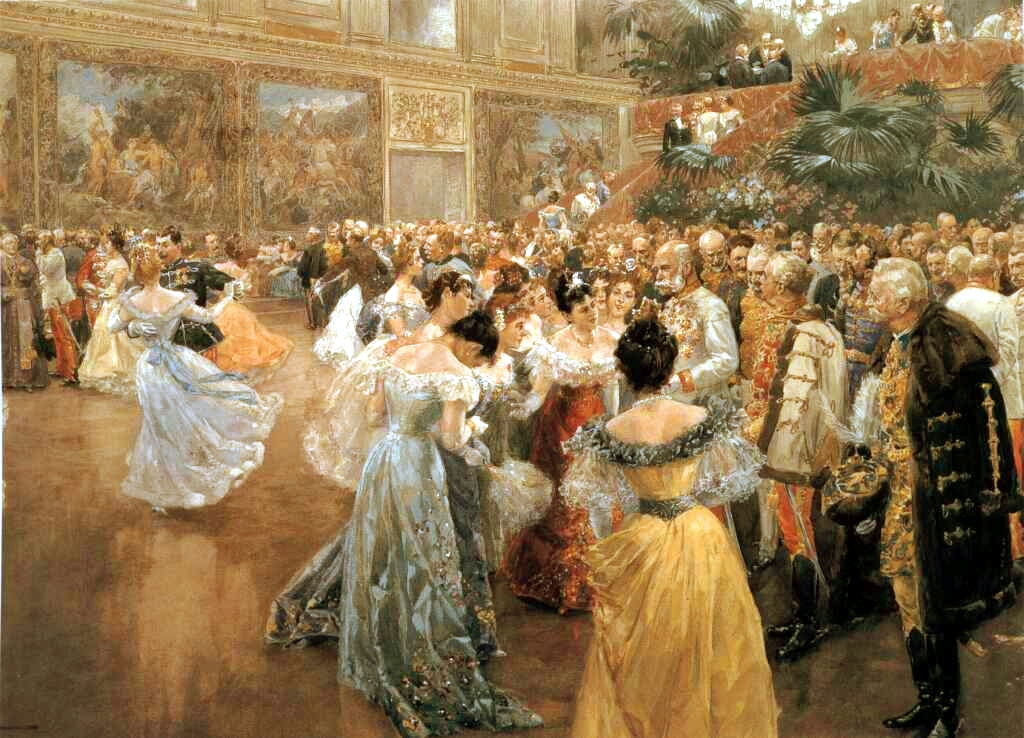
Імператор Франц Йосиф на балу у Відні (1900)

Бал або Баль (від фр. bal, італ. ballo, нім. Ball) — збори численної громади осіб обох статей для танців. Бали відрізняються від звичайних танців або дискотеки підвищеною урочистістю, суворішим етикетом і класичним набором танців, які йдуть в заздалегідь визначеному порядку.
Староукраїнський варіант назви для заходу на якому збирались представники вищого світу для танців та бесід має назву «Баль».

## Історія
Перші танцювальні звичаї і світські танці виникають у XII столітті. Послідовність танців під час балу утворювала чітку композицію. Кожен танець, що має свої настрої і теми, задавав визначений стиль не тільки рухам, але і розмовам. Ланцюг танців організовувала і послідовність настроїв — бесіда була такою ж невіддільною частиною танцю, як рух і музика.
Початок урочистих балів веде до святкувань при французькому та бургундському дворах. Перший бал, про який є відомості в історії, відбувся в 1385 році в Ам'єні, з нагоди одруження Карла VI з Ізабеллою Баварською. Але сумнівно, чи брали участь тоді самі принци і запрошене вище дворянство в танцях.
В XV та XVI століттях великі танцювальні звеселяння при дворах і дворянських замках відбувалися дуже рідко, і тільки при Марії Медичі, яка вперше перенесла також до Франції маскаради, і ще більше при галантному королі Генріху IV, бали отримали широке поширення. Справжню свою форму бали зберігають з часів Людовика XIV, коли вони прижились і у всіх німецьких резиденціях. Відтоді бали становлять істотну частину більшості придворних свят.
Обов'язковим для балу був оркестр чи група музик. Танці під фортепіано балом ніхто не вважав. Наприкінці балу завжди була вечеря і додаткові
розваги.
За встановленим звичаєм було не заведено влаштовувати бали, як і інші світські розваги, у час постів, особливо Великого Посту, а також під час жалоби.
Традиційно бальний сезон тривав з Різдва (25 грудня) і до останнього дня колодія (карнавалів). В інший час бали влаштовувалися рідко, в особливих випадках.
У XIX ст. бальний етикет ускладнився, а танці, навпаки, стали простішими, й танцювати тепер могла людина, майже не навчена танцям. Танцювали мазурку, вальс, польку, а зі стародавніх танців — полонез і французьку кадриль (контрданс).
Для балів виробився мало-помалу, спочатку у Франції, певний церемоніал, який, з невеликими змінами, був прийнятий повсюдно, і лише в XIX столітті трохи спрощений. З 1715 року в Парижі стали влаштовуватися бали в будівлі оперного театру (Bal de l'Opèra), і разом з тим дана можливість особам третього стану, за певну плату, брати участь у цих присвячених виключно танцям звеселяннях. Відтоді бали стають суспільною розвагою для всіх станів.
Як і у всіх предметах розкоші та моди, Париж давав тон в організації балів та виборі бальних туалетів. У роки Великої французької революції центр бальною культури перемістився в Відня, де знайшли притулок багато французьких аристократів.
У першій половині XIX століття у Відні в період масляниці, тобто з січня і до кінця свят, щовечора давали до 250 балів.
У 1807 році відбулося відкриття знаменитого в історії вальсу залу Шперль, в якому вперше прозвучали твори Йоганна Штрауса (батька) і Йозефа Ланнера. У цьому залі вперше виконали більше, ніж чверть усіх 250 творів Штрауса.
Віденський бал існує й до сьогодні, як урочиста подія, яка проводиться на державному рівні.

## Бали в Україні
Один з перших документальних спогадів про львівські бали припадає на мемуари французького посла. 1482 р. на честь приїзду французької делегації до Львова було організовано святковий бал.
Львівський баль також зображено на гравюрі датованій XVI ст.
Перші масові бали почали влаштовувати у 60-их рр. XVIII ст. підприємці Гемпель і Девільє, які прибули з Варшави. Їхні бали відбувалися у приватних будинках.
29 грудня 1791 р. австрійська влада оголосила приписи, за якими повинні були відбуватись бали у Львові. До півночі мали танцювати польські і німецькі
танці, далі до пів на другу — англійські, до третьої — знову польські і німецькі, до четвертої — англійська кадриль, і врешті до кінця балу — польські і німецькі танці. За встановленим порядком повинен був слідкувати офіцер поліції, він також стежив, щоб до танцювальної зали не заходили при зброї. Під час релігійних свят бали було заборонено.
1792 р. підприємець Генріх Булла викупив костел францисканського монастиря і здобув право на 15 років організовувати бали у цьому приміщенні.
У другій половині XIX ст. танцювальні вечори здобули популярність і серед української шляхти Російської імперії (до складу якої входила тоді більша частина України).
Бали влаштовували по численних палацах та приватних маєтках найвідоміших аристократичних родин України. Гостей запрошували господарі будинку з-поміж своїх друзів, родичів і великосвітських знайомих.
На початку ХХ століття в Україні відроджується форма балу — 2006 року в м. Ялті (АР Крим), в Лівадійському палаці почав упроваджуватися освітній проєкт «Історико-побутові танці для дітей та молоді як соціокультурна форма виховання» (керівник — викладач Кримського гуманітарного університету Світлана Авраменко). Унаслідок широкого резонансу після спеціального телевізійного репортажу Віри Фролової та Віктора Уллянкіна бали стали проводитись в Масандрівському палаці м. Ялти і загалом у Криму.